# Æthelheard wessexi király
Æthelheard (jelentése nagyjából „Zord nemes”), más néven Ethelheard, Edelard vagy Æþelheard, Wessex királya volt 726 és 740 között. Megbízhatatlan feljegyzések szerint Æthelheard elődjének, Inének a sógora volt. Felmenői ismeretlenek, így talán ő volt az első Wessexi király, aki nem vér szerint származott Cynrictől.
Egyes források Æthelburg wessexi királynő testvéreként azonosítják, aki elődje, Ine király felesége. A The Anglo-Saxon Chronicle saját utódját, Cuthredet „rokonként” azonosítja.
Amikor Ine lemondott a trónról és Rómába ment 726-ban, nem hagyott maga után nyilvánvaló örököst, Bede szerint pedig egyszerűen a "fiatalabbakra" hagyta királyságát. Távozása nyomán Æthelheard és egy rivális követelő, Oswald között vita támadt a nyugat-szász trónról. Lehet, hogy Oswaldnak volt jobb állítása, ahogy az Angolszász Krónika a korai Ceawlin király leszármazottjának nevezi, de Æthelheard volt az, aki győzött. Lehetséges, hogy sikerét Æthelbald of Mercia támogatásának köszönhette, mivel úgy tűnik, hogy később Æthelbald alá tartozott. Úgy tűnik azonban, hogy Æthelheard függetlenségének hiánya nem akadályozta meg Æthelbaldot abban, hogy 733-ban jelentős területeket vegyen el Wessextől, beleértve Somerton királyi kastélyát is.
Æthelheard 729-ben vagy korábban feleségül vette Frithugythot, és a Krónika feljegyzi, hogy 737-ben Rómába zarándokolt.
Æthelheard utódja Cuthred lett.

## Fordítás
Ez a szócikk részben vagy egészben  a(z)   Æthelheard of Wessex című angol Wikipédia-szócikk fordításán alapul.  Az eredeti cikk szerkesztőit annak laptörténete sorolja fel. Ez a jelzés csupán a megfogalmazás eredetét és a szerzői jogokat jelzi, nem szolgál a cikkben szereplő információk forrásmegjelöléseként.